# Banshee (serie de televisión)
Banshee es una serie dramática y de acción transmitida del 11 de enero de 2013 hasta el 20 de mayo de 2016 a través de la cadena Cinemax.
La serie fue escrita por Jonathan Tropper y David Schickler y contó con la participación de los actores Anthony Starr, Zeljko Ivanek, Julian Sands, Anastasia Griffith, Gil Birmingham, entre otros.
En febrero del 2015 se anunció que la serie había sido renovada para una cuarta y última temporada, la cual se estrenó el 1 de mayo de 2016.

## Argumento
La serie siguió a Lucas Hood, un exconvicto y ladrón profesional que es liberado de prisión después de cumplir una condena de 15 años y que a su llegada a Banshee, Pensilvania, decide quedarse ahí y asume la identidad de un sheriff (Lucas Hood) mientras se esconde de los gánsteres que lo quieren matar después de venderlos al criminal Mr. Rabbit.
Va en búsqueda de su ex, la cual ya se acomodó en Banshee y se entera de que ella desapareció con 10 millones de dólares en diamantes que le tocaban de su parte cuando la cubrió y tomó la condena por ella.

## Personajes

### Personajes principales
| Actor           | Personaje                 | Ocupación                                 | Episodios | Duración    |
| --------------- | ------------------------- | ----------------------------------------- | --------- | ----------- |
| Antony Starr    | Lucas Hood                | exsheriff en Banshee/exladrón             | 38        | 2013 - 2016 |
| Hoon Lee        | Job                       | Hacker/Peluquero                          | 38        | 2013 - 2016 |
| Matt Servitto   | Brock Lotus               | Ayudante del sheriff en Banshee           | 38        | 2013 - 2016 |
| Frankie Faison  | Sugar Bates               | Dueño del "The Forge"                     | 38        | 2013 - 2016 |
| Ulrich Thomsen  | Kai Proctor               | Empresario/Dueño de "Proctor's Slaugtery" | 38        | 2013 - 2016 |
| Ryann Shane     | Deva Hopewell             | Estudiante del Banshee High School        | 38        | 2013 - 2016 |
| Lili Simmons    | Rebecca Bowman            | Estudiante                                | 38        | 2013 - 2016 |
| Ivana Miličević | Carrie Hopewell/Anastasia | exladrona/Corredora de bienes raíces      | 38        | 2013 - 2016 |
| Matthew Rauch   | Clay Burton               | Asistente personal/Guardaespaldas         | 33        | 2013 - 2016 |
| Tom Pelphrey    | Kurt Bunker               | Ayudante de sheriff en Banshee            | 15        | 2015 - 2016 |
| Chris Coy       | Calvin Bunker             | Líder del "Brotherhood"                   | 9         | 2015 - 2016 |

### Personajes recurrentes
| Actor            | Personaje             | Ocupación                                                   | # de episodios | Duración    |
| ---------------- | --------------------- | ----------------------------------------------------------- | -------------- | ----------- |
| Gabriel Suttle   | Max Hopewell          | Estudiante                                                  | 15             | 2013 - 2016 |
| Steve Coulter    | Elijah Bowman         | Granjero                                                    | 10             | 2013 - 2016 |
| Samantha Worthen | Miriam Proctor-Bowman | -                                                           | 8              | 2013 - 2016 |
| Chaske Spencer   | Billy Raven           | Jefe de policía de Kinaho exayudante del sheriff en Banshee | 8              | 2015 - 2016 |
| David Harbour    | Robert Dalton         | Criminal                                                    | 2              | 2015 - 2016 |
| Casey LaBow      | Maggie Bunker         | -                                                           | 7              | 2016        |
| Ana Ayora        | Nina Cruz             | Agente de policía en Banshee (corrupta)                     | 7              | 2016        |
| Eliza Dushku     | Veronica Dawson       | Agente especial del FBI                                     | 5              | 2016        |

### Antiguos personajes principales
| Actor              | Personaje           | Ocupación                | N.º de episodios | Duración    | Estado | Causa                                                           |
| ------------------ | ------------------- | ------------------------ | ---------------- | ----------- | ------ | --------------------------------------------------------------- |
| Trieste Kelly Dunn | Siobhan Kelly       | Sheriff                  | 25               | 2013 - 2015 | Muerta | asesinada por el criminal Chayton después de romperle el cuello |
| Rus Blackwell      | Gordon Hopewell     | Fiscal de Distrito       | 23               | 2013 - 2015 | Muerto | asesinado después de recibir un disparo en el estómago          |
| Demetrius Grosse   | Emmett Yawners      | Sheriff                  | 20               | 2013 - 2014 | Muerto | asesinado por Hondo después de dispararle varias veces          |
| Ben Cross          | Mr. Rabbit          | Gánster                  | 20               | 2013 - 2014 | Muerto | se suicidó de un tiro en la cabeza                              |
| Anthony Ruivivar   | Alex Longshadow     | -                        | 17               | 2013 - 2014 | Muerto | asesinado por Rebecca después de atacarla                       |
| Afton Williamson   | Alison Medding      | Fiscal del Distrito      | 14               | 2014 - 2015 | -      | -                                                               |
| Geno Segers        | Chayton Littlestone | Líder de los "Red Bones" | 13               | 2014 - 2015 | Muerto | asesinado por Lucas para vengar la muerte de Siobhan            |

### Antiguos personajes recurrentes
| Actor                 | Personaje         | Ocupación                       | Episodios | Duración    | Estado | Causa                                                       |
| --------------------- | ----------------- | ------------------------------- | --------- | ----------- | ------ | ----------------------------------------------------------- |
| Deja Dee              | Alma              | Recepcionista                   | 12        | 2013 - 2015 | -      | -                                                           |
| Chelsea Cardwell      | Beaty             | Estudiante                      | 12        | 2013 - 2015 | -      | -                                                           |
| Odette Annable        | Nola Longshadow   | -                               | 11        | 2013 - 2015 | Muerta | asesinada por Clay Burton, luego de que ella lo atacara     |
| Alpha Trivette        | Israel Proctor    | -                               | 11        | 2013 - 2015 | -      | -                                                           |
| Tanya Clarke          | Emily Lotus       | Enfermera                       | 9         | 2014 - 2015 | -      | -                                                           |
| Jennifer Griffin      | Leah Proctor      | -                               | 8         | 2014 - 2015 | Muerta | murió de cáncer de páncreas                                 |
| Langley Kirkwood      | Douglas R. Stowe  | Coronel                         | 7         | 2015        | Muerto | asesinado por Carrie para vengar la muerte de Gordon        |
| Christos Vasilopoulos | Olek              | Criminal                        | 7         | 2013 - 2014 | Muerto | asesinado por Carrie luego de apuñalarlo                    |
| Ricky Russert         | Tommy Littlestone | Miembro del "Red Bones"         | 6         | 2014 - 2015 | Muerto | murió luego de que Billy Raven le disparara en el pecho     |
| Derek Cecil           | Dean Xavier       | Agente Especial                 | 6         | 2013 - 2014 | Vivo   | -                                                           |
| Harrison Thomas       | Jason Hood        | Traficante de Drogas            | 6         | 2013 - 2015 | Muerto | asesinado por Clay por órdenes de Kai por estar con Rebecca |
| Meaghan Rath          | Aimee King        | Oficial de la Policía de Kinaho | 5         | 2015        | -      | -                                                           |
| Tyson Sullivan        | Hondo             | Skinhead / Mecánico             | 5         | 2014 - 2015 | Muerto | asesinado por Lucas, Shiobhan y Brock al vengar a Emmett    |
| Stephanie Northrup    | Meg Yawners       | Ama de Casa                     | 5         | 2013 - 2014 | Muerta | asesinada por Hondo luego de dispararle varias veces        |
| Hunter Garner         | Reed Schumacher   | Estudiante                      | 2         | 2013        | Muerto | murió luego de sufrir una sobredosis                        |
| Daniel Ross Owens     | Dan Kendall       | Alcalde de Banshee              | 1         | 2013        | Muerto | murió en una explosión ordenada por Kai y Rebecca           |

## Episodios
La primera, segunda y tercera temporada estuvieron conformadas por 10 episodios cada una de ellas.
| Temporadas | Temporadas | Episodios | Fecha de lanzamiento | Fecha fin           |
| ---------- | ---------- | --------- | -------------------- | ------------------- |
|            | 1.ª        | 10        | 11 de enero de 2013  | 15 de marzo de 2013 |
|            | 2.ª        | 10        | 10 de enero de 2014  | 14 de marzo de 2014 |
|            | 3.ª        | 10        | 9 de enero de 2015   | 13 de marzo de 2015 |
|            | 4.ª        | 8         | 1 de abril de 2016   | 21 de mayo de 2016  |

## Premios y nominaciones
| Año  | Categoría                                                    | Premio               | Nominado (a)                                                    | Resultado |
| ---- | ------------------------------------------------------------ | -------------------- | --------------------------------------------------------------- | --------- |
| 2014 | Outstanding Supporting Visual Effects in a Broadcast Program | VES Award            | Armen Kevorkian, Mark Skowronski, Jeremy Jozwik y Rick Ramirez  | Ganadores |
| 2014 | Outstanding Compositing in a Broadcast Program               | VES Award            | Gevork Babityan, Andranik Taranyan, Matt Kelly y Matthieu Perin | Nominados |
| 2013 | Outstanding Special Visual Effects in a Supporting Role      | Primetime Emmy Award | Armen V. Kevorkian, Jane Sharvina y Gevork Babityan             | Ganadores |

## Tema principal
El tema principal de la serie estuvo bajo el cargo de "Methodic Doubt".

## Producción
La serie fue creada por Jonathan Tropper y David Schickler; y cuenta con la participación del compositor Methodic Doubt.
El 29 de enero del 2013 se anunció que la serie había sido renovada para una segunda temporada la cual fue estrenada el 10 de enero del 2014.
A principios de febrero del 2014 se anunció que la serie había sido renovada para una tercera temporada la cual fue estrenada en enero del 2015.

## Recepción
La primera temporada de Banshee recibió una puntuación del 66 % en Rotten Tomatoes, una puntuación media de 6,10/10, obtenida de 35 reseñas. El consenso de los críticos del sitio web dice: "Sus adornos no son nada nuevo y su espeluznante combinación de violencia y sexo probablemente alejará a algunos espectadores, pero Banshee puede ser entretenido de algunas maneras distintivas". Las temporadas 2, 3 y 4 recibieron los siguientes puntajes: 94%, 100% y 100% respectivamente. En Metacritic tiene una puntuación media ponderada de 66/100 basada en reseñas de 29 críticos, lo que indica "críticas generalmente favorables".
La crítica del Wall Street Journal, Dorothy Rabinowitz, escribió: "Su inteligencia brilla a pesar de las tonterías (ninguna peor que el desfile de escenas de sexo, variedad de pornografía suave, cuyo ruido solo es superado por su falta de convicción); su historia, plagada de intrigantes y repelentes personajes, como Kai Proctor (Ulrich Thomsen), el malvado magnate local, se vuelve cada vez más atractivo".[36] El San Francisco Chronicle dijo sobre Banshee: "Tiene un pedigrí sólido. También es parte del esfuerzo de Cinemax por expandir su programación original. Ese esfuerzo vale la pena con Banshee". El AV Club incluyó la temporada 3 en su lista de la mejor TV de 2015, describiéndola como "aumentando las apuestas emocionales a niveles casi insoportables".
Banshee también ha tenido críticas menos favorables. Un crítico del Boston Herald describió la serie como: "Un drama lento salpicado de violencia y sexo impactantes".

## Distribución internacional
| País      | Cadena        | Fecha de Inicio (1.ª temporada) | Fecha de Finalización (1.ª temporada) | Fecha de Inicio (2.ª temporada) | Fecha de Finalización (2.ª temporada) | Fecha de Inicio (3.ª temporada) | Fecha de Finalización (3.ª temporada) | Fecha de Inicio (4.ª temporada) |
| --------- | ------------- | ------------------------------- | ------------------------------------- | ------------------------------- | ------------------------------------- | ------------------------------- | ------------------------------------- | ------------------------------- |
| Australia | FOX8          | -                               | -                                     | -                               | -                                     | -                               | -                                     | -                               |
| España    | Canal+ Series | 2 de octubre de 2013            | 11 de diciembre de 2013               | 27 de mayo de 2014              | 24 de junio de 2014                   | 3 de junio de 2015              | 29 de julio de 2015                   | 9 de abril de 2016              |